# Буріменко Сергій Леонідович
Сергій Леонідович Буріменко (2 вересня 1970, Миколаїв, СРСР — 18 жовтня 2021) — радянський та український футболіст, захисник.

## Кар'єра гравця
Футболом розпочав займатися в миколаївській ДЮСШ «Суднобудівник». Перший тренер - Олександр Чуніхін. Дебют Буріменка в команді «корабелів» відбувся 10 жовтня 1988 року в матчі з чернігівською «Десною».
У 1989 році тренер Валерій Журавко запросив Сергія в очаківський «Маяк». Разом з командою Буріменко пройшов шлях від чемпіонату області до першої ліги чемпіонату України. У 1990 році в складі «Маяка» завоював Кубок Радянського Союзу серед виробничих колективів. На турнірі Сергій був основним гравцем, зіграв, в тому числі й у фінальному матчі з «Металургом» (Алдан).
У 1993 році Журавко перейшов у миколаївський «Евіс» і забрав шістьох гравців, в тому числі й Буріменка, з собою в команду обласного центру. У цьому сезоні миколаївці завоювали путівку у вищу лігу. У наступному сезоні Сергій дебютував у вищій лізі, але пішов Журавко, прийшов Колтун, потім Кучеревський і Буріменко випав зі складу команди.
Продовжив кар'єру в кременчуцьких «Нафтохіміку» й «Кремні», комсомольському «Гірнику-Спорт».
У 1998 році перейшов до олександрійської «Поліграфтехніки». У складі клубу дебютував 4 квітня 1998 року в програному (0:2) виїзному поєдинку 25-го туру першої ліги чемпіонату України проти ФК «Черкас». Сергій вийшов на поле на 85-ій хвилині, замінивши Саміра Гасанова. У футболці «Поліграфтехніки» зіграв 9 матчів. Пізніше виступав у запорізькому «Торпедо». З 2000 по 2002 роки виступав у чемпіонаті Естонії.

## Кар'єра в збірній
У 1995 році в складі студентської збірної України виступав на Універсіаді 1995 у Японії. За підсумками турніру українці посіли 4-те місце.

## Кар'єра тренера
З 2003 року - тренер СДЮШОР «Миколаїв». З 2013 року - директор СДЮШОР «Миколаїв».